# 新豊駅 (全羅南道)
新豊駅（シンプンえき）は、かつて大韓民国全羅南道麗水市にあった韓国鉄道公社全羅線の駅である。

## 歴史
- 1932年11月1日：開業[1]。
- 2011年4月5日：廃止[2]。